# داپسون
داپسون (به انگلیسی: Dapsone) در رده درمانی پادزیست قرار دارد و به دو شکل دارویی قرص و ژل موجود است.

## تاریخچه
داپسون اولین بار در سال ۱۹۳۷ به عنوان یک آنتی‌بیوتیک مورد مطالعه قرار گرفت. استفاده از آن برای جذام در سال ۱۹۴۵ آغاز شد. این دارو در لیست داروهای ضروری سازمان بهداشت جهانی، مهم‌ترین داروهای مورد نیاز در نظام بهداشتی اولیه قرار دارد. شکل خوراکی آن به عنوان داروی ژنریک موجود می‌باشد و قیمت آن خیلی زیاد نیست

## موارد مصرف
این دارو در درمان جذام، مالاریا و درماتیت تبخالی شکل (Dermatitis herpetiformis) مصرف می‌شود.داپسون, که به نام دی‌آمینودی‌فنیل سولفون (diaminodiphenyl sulfone)(DDS) نیز شناخته می‌شود، نوعی آنتی‌بیوتیک است که معمولاً به همراه ریفامپین و کلوفازیمین برای درمان جذام استفاده می‌شود. این دارو به نوعی یک داروی خط-دوم برای پیشگیری و درمان سینه‌پهلوی پنوموسیستیس و پیشگیری از توکسوپلاسموز در افرادی که به عملکرد ضعیف سیستم ایمنی بدن دچار هستند، می‌باشد. علاوه براین از این دارو برای درمان آکنه و همچنین سایر بیماری‌های پوستی استفاده شده‌است. داپسون به صورت موضعی و خوراکی در دسترس است. ژل ۷٫۵٪ ان در سال ۲۰۱۶ توسط FDA برای درمان آکنه تأیید شد. این ژل را می‌توان در افراد دچار فاویسم و کمبود G6PD هم مصرف نمود.

## مکانیسم اثر
داپسون یک داروی باکتریواستاتیک است و احتمالاً در ساخت اسید فولیک تداخل می‌کند.

## فارماکوکینتیک
فارماکوکینتیک: جذب این دارو از راه خوراکی آهسته است و به محیط اسیدی نیاز دارد. پس از جذب در تمام بافتها و به ویژه کبد، عضلات، کلیه‌ها و پوست یافت‌می‌شود. غلظت سرمی دارو ۶–۲ ساعت بعد از مصرف به اوج خود می‌رسد. متابولیسم دارو کبدی است. نیمه عمر داپسون ۵۰–۱۰ ساعت می‌باشد. دفع این دارو کلیوی است. بخشی از طریق صفرا دفع و وارد چرخه روده‌ای ـ کبدی می‌شود.

## عوارض جانبی
عوارض جانبی این دارو وابسته به مقدار مصرف می‌باشند و با مقادیری که برای درمان جذام مصرف می‌شود، به ندرت بروز می‌نمایند. این عوارض عبارتند از همولیز، متهموگلوبینمی، نوروپاتی، درماتیت آلرژیک، بی‌اشتهایی، تهوع، استفراغ، سردرد، بیخوابی، کم خونی، هپاتیت، آگرانولوسیتوز، سندرم داپسون (بثورات جلدی همراه با تب و ائوزینوفیلی) که در صورت بروز آن باید بلافاصله مصرف دارو را قطع کرد. عوارض جانبی شدید عبارتند از: a کاهش سلول‌های خونی، تجزیه سلول‌های قرمز خون بخصوص در افراد مبتلا به کمبود گلوکز-۶- فسفات دهیدروژناز (G-6-PD), یا حساسیت شدید. از عوارض جانبی شایع این دارو می‌توان به تهوع و کاهش اشتها اشاره کرد. سایر عوارض جانبی عبارتند از: التهاب کبد و انواع بثورات پوستی. با اینکه بی‌خطر بودن مصرف این دارو در دوران بارداری کاملاً مشخص نیست برخی از پزشکان توصیه می‌کنند که افراد مبتلا به جذام به استفاده از این دارو ادامه دهند این دارو در رده سولفون قرار دارد.
تداخل‌های دارویی: ریفامپین غلظت پلاسمایی داپسون را کاهش می‌دهد.

## توصیه‌ها
۱-چون احتمال بروز مقاومت میکروبی به داپسون وجود دارد، مصرف همزمان این دارو با ریفامپین توصیه می‌شود.
۲-از آنجا که احتمال بروز مقاومت میکروبی به داپسون وجود دارد، مصرف همزمان این دارو با ریفامپین توصیه می‌شود.
۳-در صورت بروز واکنش‌های درماتیت مصرف دارو را باید قطع کرد.
۴-دوره درمان، که ممکن است ۶ ماه تا ۵ سال یا بیشتر طول بکشد، باید کامل شود.

## مقدار مصرف
بزرگسالان: در درمان جذام، همراه با یک یا چند داروی ضد جذام 100mg/day ـ ۵۰یکبار در روز یا 1/4mg/kg/day و در درمان درماتیت تبخالی شکل ابتدا 50mg/dayمصرف می‌شود. اگر علائم درماتیت به‌طور کامل کنترل نشود، ممکن است مقدار مصرف تا 300mg/day افزایش یابد.
کودکان: در درمان جذام، همراه با یک یاچند داروی ضد جذام مقدار 1/4mg/kgیکبار در روز و در درمان درماتیت تبخالی شکل، ابتدا 2mg/kg/day مصرف می‌شود که اگر علائم درماتیت به‌طور کامل کنترل نشود، مقدار مصرف ممکن است افزایش یابد.